# اسرا (رده‌بندی محتوا)
نظام ارزیابی و رده‌بندی سنی بازی‌های رایانه‌ای (ESRA) یک سازمان نظارتی ایرانی است که به رده‌بندی سن و امتیاز دادن به محتواهای آسیب رسان در بازی‌های رایانه ای می‌پردازد. این شرکت در سال ۱۳۸۶ توسط بنیاد ملی بازی‌های رایانه ای ایران تأسیس شده و دارای وضعیت یک پروژه تحقیقاتی است. 

کلمه ESRA مخفف Entertainment Software Rating Association است. نظام ESRA، پس از انجام تحقیقاتی تقریبا یکساله، رده‌بندی سنی بازی‌های رایانه‌ای را از سال 1388 زیر نظر بنیاد ملی بازی‌های رایانه‌ای آغاز کرد. براي تدوين اين نظام، سعي شده است در مرحله اول با تكيه بر نظريه‌هاي موجود در علوم مختلف و مرتبط با اين موضوع، بستري با پشتوانه علمي مناسب ايجاد گردد تا در مراحل اجرايي اين نظام و انجام تحقيقات ميداني، ميزان تصحيحات به حداقل برسد.

## اهمیت رده‌بندی سنی بازی‌های رایانه‌ای
یکی از مهم‌ترین دلایل گرایش شدید افراد به دنیای مجازی این است که فرد در برخورد با این دنیای نامحدود و جدید، می‌تواند مفاهیمی چون شجاعت، ترس، لذت، سرعت، قدرت، مدیریت و امثال آن‌ها را تجربه نماید. تجربه چنین مفاهیمی در دنیای واقعی و در زمانی بسیار کوتاه، تقریباً غیرممکن و محال می‌باشد؛ بنابراین روز به روز به تعداد افراد مخاطب بازی‌های رایانه‌ای افزوده می‌شود و این در حالی است که تنوع سنی علاقه‌مندان به بازی‌های رایانه‌ای نیز گسترش می‌یابد. بازی‌های رایانه‌ای می‌توانند تأثیرات ویژه‌ای را بر مخاطبین خود داشته باشند. برای نمونه در یک بازی خشن، بازیکن ممکن است روزها و ماه‌های متمادی نقش خاصی را در بازی به عهده گرفته و با همزادپنداری، نقش خود را در داستان بازی ببیند و با فهم کامل آن، کاملاً تحت تأثیر آن قرار گیرد. بدین‌ترتیب، تأثیرات ناشی از بازی‌های رایانه‌ای می‌توانند چندین برابر یک فیلم در کاربر ایجاد واکنش نماید.
با توجه به وجود صحنه‌های غیراخلاقی، خشن، دلهره‌آور و از این قبیل، در بسیاری از بازی‌ها و همچنین نگرانی‌های فرهنگی، تربیتی و اجتماعی خانواده‌ها و مسؤولین فرهنگی کشورهای مختلف، کشورها را به تدوین نظام ویژه‌ای برای رده‌بندی بازی‌های رایانه‌ای وادار کرده است. با تدوین این نظام و داشتن کنترل‍های لازم و ارایه اطلاعات دقیق به خانواده‌ها، می‌توان از صدمات جبران‌ناپذیری که گروه سنی اصلی مخاطب این گونه بازی‌ها یعنی کودکان و نوجوانان را تهدید می‌کنند، جلوگیری به عمل آورد.

## عوامل شکل‌گیری ESRA
پس از تشکیل بنیاد ملی بازیهای رایانه‌ای در ایران، همواره «فرهنگ استفاده مطلوب از بازی‌های رایانه ای» به عنوان یک هدف اساسی و مهم تعیین شد. علت انتخاب چنین هدفی در ایران، بهره‌مندی از قدرت آموزشی و تأثیرگذاری بازی‌های رایانه‌ای و دور شدن از احتمال ابتلا به اختلالات روحی و روانی و آسیب‌های منجر به استفاده نامناسب از آن بود. اما چه عواملی باعث شکل‌گیری نظام رده‌بندی سنی بازی‌ها شد:
- عدم وجود الگوی مناسب در استفاده از بازیهای رایانه ای
- تأثیرات سوء جسمانی و روانی بازی‌های رایانه‌ای
- استفاده هژمونیک نظام سرمایه‌داری از بازی‌ها در جهت تأثیرگذاری فرهنگی-اجتماعی
- نگرانی والدین و عدم اطلاع آنها از محتواهای نامناسب این رسانه جدید تعاملی
- نگاه باشد یا نباشد و حاکم بودن رویکردی انفعالی در این عرصه

## دیدگاه‌های مطالعاتی و تحقیقاتی اسرا
برای تدوین این نظام، سعی شده است در مرحله اول با تکیه بر نظریه‌های موجود در علوم مختلف و مرتبط با این موضوع، بستری با پشتوانه علمی مناسب ایجاد گردد تا در مراحل اجرایی این نظام و انجام تحقیقات میدانی، میزان تصحیحات به حداقل برسد. یکی از مهم‌ترین مراحل برای تدوین این نظام، تحقیق و بررسی در مورد علومی بود که در این موضوع نظرات تأثیرگذار و جامع دارند. پس از تحقیقات انجام شده، سه شاخه از علوم برای این مرحله در نظر گرفته شدند که عبارتند از:
· روان‌شناسی یا علم رفتارشناسی
· جامعه‌شناسی، علم اجتماع و تعامل انسان‌ها
· علوم و معارف اسلامی
· فلسفه بازی های رایانه‌ای

### آرم‌های رده‌بندی سنی
| نماد | رده سنی | توضیحات         |
| ---- | ------- | --------------- |
|      | +۳      | ۳ سال و بالاتر  |
|      | +۷      | ۷ سال و بالاتر  |
|      | +۱۲     | ۱۲ سال و بالاتر |
|      | +۱۵     | ۱۵ سال و بالاتر |
|      | +۱۸     | ۱۸ سال و بالاتر |

| خشونت                     | نمایش خشونت ، یعنی نمایش رفتاری که برای آسیب‌رساندن به دیگری از کسی سرمی‌زند و دامنه آن از تخریب اموال و دارایی و آسیب رساندن، نابود کردن، از کار انداختن غیر جاندار، بالا بردن صدا با هدف اعمال خشونت، درگیری تن به تن با هدف آسیب رساندن به صورت فیزیکی، هرگونه آسیب جسمی و روحی، گرفتن حیات از یک موجود جاندار گسترده است. آنچه که در بازیهای رایانه ای حائز اهمیت است تجربه ذهنی رفتار خشونت‌آمیز از طریق بازی و دیدن آن است.                                |  |
| دخانیات و مواد مخدر       | مشاهده مصرف تنباکو یا مواد مخدر در بازیها می‌تواند تابوی درونی ـ اجتماعی مصرف نکردن آنها را برای مخاطب شکننده کند. این رفتار وقتی توسط قهرمان داستان انجام شود، آسیب به مراتب بیشتری خواهد داشت. شکستن این تابو به خصوص برای نوجوانان یک آسیب بسیار جدی تلقی خواهد شد. |  |
| محرک‌های جنسی              | تنوع‌طلبی جنسی، روابط جنسی خارج از هنجارهای اجتماعی، توصیه‌های مذهبی مانند عدم هم‌جنس گرایی و همچنین تجاوز از یک طرف، و از طرف دیگر عریانی یا پوشش نیمه عریان و رفتارهای تحریک آمیز در بازی‌ها می‌تواند منجر به آسیب‌های روحی و جسمی مرتبط با نیاز جنسی مخاطب و موقعیت اجتماعی او گردد. چگونگی نوع آشنایی کودکان و نوجوانان در بازی‌ها دربارهٔ روابط جنسی مورد توجه و اهمیت خاصی است.                                                                                 |  |
| ترس                       | ترس، نوعی احساس درونی مبنی بر عدم امنیت و نیز بی‌اعتمادی به فضای موجود است. این احساس درونی می‌تواند در سنین مختلف منجر به آسیب‌هایی نظیر استرس‌های مزمن، لکنت زبان در کودکی و بیماریهای قلبی ـ تنفسی و همچنین حس بدبینی و رفتارهای محافظه کارانه در محیط اجتماعی گردد. وقوع اتفاق ناگهانی و غیرمتعارف، موسیقی‌های ترسناک همراه با صحنه‌های تاریک و مبهم از مهم‌ترین عواملی است که باعث ایجاد ترس در مخاطب می‌شود.                                                    |  |
| نقض ارزش‌های ایرانی-اسلامی | نقض ارزشهای دینی و ملی منطبق با اصول اسلامی در نظر گرفته خواهد شد. چهار مؤلفه مهم آن عبارت است از: ۱. نقض اصول اساسی یا باورهای دینی (چگونگی نمایش بهشت و جهنم) ۲. بی‌توجهی به توصیه‌های دینی (مصرف مشروبات الکلی و قمار) ۳. بی حرمتی به اولیای خدا و پیروان آنها (ضعیف نشان دادن یا تبعیض میان مسلمان و غیر مسلمان) ۴. توهین به اماکن مقدس (توهین به مسجد، کلیسا) اهانت و تبعیض علیه ایرانیان (تحریف تاریخ ایران، ضعیف نشان دادن یا تبعیض علیه ایرانیان)       |  |
| ناهنجارهای اجتماعی        | استفاده از کلمات رکیک و رفتارهای ناشایستی که منجر به هنجارشکنی اجتماعی می‌شود، از آسیب‌های اجتماعی است که کودکان و نوجوانان در بازیها با آن آشنا می‌شوند. همچنین ایجاد فضایی برای تجربه ذهنی و روانی مخاطب برای رفتارهایی که مردم آزاری تلقی می‌گردد، از جمله آسیب‌هایی است که می‌تواند منجر به اختلالات شخصیتی و اجتماعی فرد گردد. |  |
| ناامیدی                   | معیار ناامیدی در بازی‌ها مرتبط با * احساسی است که بازیکن بر خلاف میل خود مجبور است عملی را انجام داده یا انجام ندهد. این اتفاق باعث ایجاد نوعی عذاب وجدان و احساس گناه در او می‌شود . - احساسی است که بازیکن دچار یاس و سردرگمی در بازی می‌شود بصورتیکه در بازی هیچ هدف امیدبخشی را دنبال نکند یا در پایان بازی متوجه شود که هدف دنبال شده در بازی پوچ و بی‌معنی است. - احساس غم عمیقی است که بازیکن پس از، از بین رفتن یکی از کاراکترهای محبوب بازی تجربه می‌کند. |  |

### تصویرنگارهای محتوایی
یکی از فعالیتهایی که از ابتدای سال ۹۵ توسط نظام ESRA جهت افزایش آگاهی خانواده‌ها در حوزه بازی‌های ویدئویی انجام می‌گیرد، مشخص کردن شدت تأثیرگذاری محتواهای آسیب رسان بازی‌ها بر روی مخاطبان خود از طریق امتیاز دهی به هر یک از محتواهاست، که بوسیله درج تصویرنگارهای محتوایی بر روی بسته‌بندی بازی‌ها به اطلاع خانواده‌ها می‌رسد و آنها می‌توانند در هنگام خرید بازی با دقت به این تصویرنگارها از شدت تأثیرگذاری هر یک از محتواهای آسیب رسان آن بازی مطلع شوند. این تصویرنگارها یا علائم هشدار دهنده عبارتند از:
به جز ۵ تصویرنگار محتوایی، یک تصویر نگار با نام "مهارت انجام بازی" نیز وجود دارد که این تصویرنگار میزان مهارت مورد نیاز برای انجام بازی را مشخص می‌کند و مخاطبان با توجه به امتیازی که برای این تصویرنگار در نظر گرفته شده است به میزان سختی انجام بازی پی می‌برند. به‌طور مثال امکان دارد یک بازی رده ۳+ (مناسب برای همه سنین) دریافت کرده باشد، یعنی فاقد محتوای آسیب رسان باشد، ولی سبک بازی به گونه ای باشد که انجام بازی نیاز به مهارت بالا داشته باشد و مناسب بازیکنان مبتدی نباشد. خانواده‌ها از طریق این تصویرنگار می‌توانند بازی‌های مناسبتری را برای فرزندان کودک و خردسال خود تهیه کنند.

## آغاز به کار سایت چه بازی[۹]
چه بازی وب‌سایتی ایرانی است که در سال ۱۴۰۱ فعالیت خود را آغاز نموده است. این وب‌سایت به طور تخصصی در حوزه بازی‌های ویدئویی فعالیت می‌کند و خدماتی همچون معرفی و نقد و بررسی بازی‌ها را به مخاطبان خود ارائه می‌دهد.
علاقه‌مندان می‌توانند در چه بازی با مراجعه به بخش رده بندی سنی،  اطلاعات کاملی در خصوص رده‌بندی سنی بازی‌ها  کسب کنند. این وب‌سایت  همچنین  اخبار مربوط به دنیای بازی‌ها را پوشش می‌دهد.
چه بازی  با  توجه ویژه به  موضوع سواد بازی،  به دنبال  ارتقای سطح آگاهی  بازی‌بازان  و خانواده‌ها در این زمینه است.  آموزش سواد بازی به مخاطبان، از جمله  اهداف اصلی این وب‌سایت محسوب می‌شود.
ویژگی‌های وب‌سایت چه بازی:

لوگوی سایت چه بازی

1. معرفی بازی‌ها: چه بازی به معرفی بازی‌های روز دنیا در سبک‌های مختلف می‌پردازد و اطلاعات کاملی درباره هر بازی از جمله داستان، گیم‌پلی، ویژگی‌های فنی و ... ارائه می‌دهد.
2. نقد و بررسی بازی‌ها: این وب‌سایت با نگاهی تخصصی به نقد و بررسی بازی‌ها می‌پردازد و نقاط قوت و ضعف هر بازی را به طور کامل بررسی می‌کند.
3. اخبار: چه بازی اخبار مربوط به صنعت بازی‌های ویدئویی را به صورت روزانه پوشش می‌دهد و جدیدترین اطلاعات در مورد بازی‌های جدید، به‌روزرسانی‌ها، رویدادهای صنعت بازی و ...  را در اختیار مخاطبان قرار می‌دهد.
4. مقالات:  در این بخش به طور ویژه به آموزش سواد بازی به بازیکنان و خانواده‌ها پرداخته می‌شود. چه بازی با انتشار مقالاتی در این زمینه به مخاطبان خود کمک می‌کند تا درک بهتری از بازی‌های ویدئویی و تأثیرات آن‌ها بر روی افراد و جامعه داشته باشند.
5. بازی چین: در این بخش بازی‌های مناسب برای سنین مختلف معرفی و به والدین در انتخاب بازی برای فرزندانشان کمک می‌کند.

علاوه بر این، "بازی‌چین" بسته‌هایی از بازی‌ها را با موضوعات و مناسبت‌های مختلف (مانند بازی‌های مناسب برای ایام نوروز، بازی‌های  آموزشی، بازی‌های  مهارتی و ...)  پیشنهاد می‌دهد. این بسته‌ها به والدین کمک می‌کنند تا به راحتی بازی‌های مناسب با  علایق و نیازهای فرزندان خود را پیدا کنند.
نقش چه بازی در انتخاب بازی مناسب برای کودکان و نوجوانان:
چه بازی با توجه به رده‌بندی سنی بازی‌ها، به والدین کمک می‌کند تا بازی مناسبی را برای فرزندان خود انتخاب کنند. این وب‌سایت با معرفی نکات مثبت و تربیتی بازی‌ها، به والدین نشان می‌دهد که بازی‌های ویدئویی می‌توانند در کنار سرگرمی، به رشد و توسعه مهارت‌های کودکان و نوجوانان نیز کمک کنند.

## چگونگی رده‌بندی اسرا
مراحل رده‌بندی سنی در اسرا به ترتیب شامل:
1. تشکیل شناسنامه بازی
2. تهیه فیلم کامل از بازی
3. تحلیل و استخراج موارد آسیب رسان
4. پیشنهاد رده سنی مناسب
5. نهایی سازی رده سنی و ورود آن به سامانه اسرا
6. انتشار بازی با درج رده سنی و نمایه‌های مخصوص

می‌شود. این رویه به صورت کلی است. رویه بازی‌های پلتفرم pc و کنسول با بازی‌های موبایلی و بازی‌های آنلاین متفاوت است.

### نحوه و رویه رده‌بندی بازی‌های رایانه‌ای، کنسولی و موبایلی
- درخواست ناشر برای رده‌بندی بازی [۱۰]
- دریافت سورس بازی توسط ESRA و اطمینان از نام درست، نوع سورس و تعداد منبع رسانه
- ورود اطلاعات دقیق بازی در سامانه
- ارسال بازی برای تهیه فیلم به کارشناس مربوطه و استخراج داستان بازی توسط روایتگر
- تهیه فیلم کامل از بازی
- پیشنهاد رده سنی مناسب
- تأیید و انتشار